# アーマンド・ガララーガの幻の完全試合

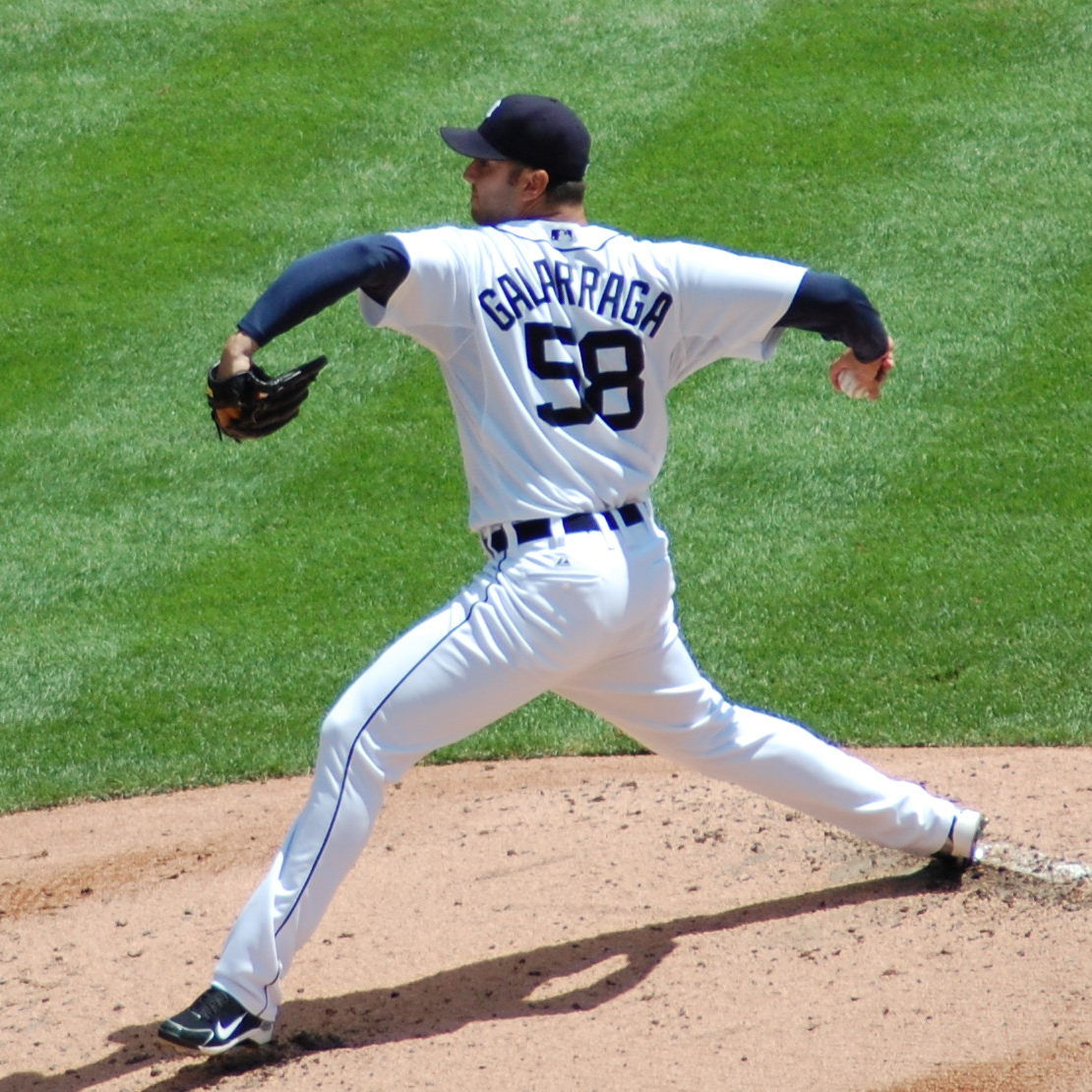
完全試合を誤審で逃したアーマンド・ガララーガ（写真は2010年7月25日撮影）

この項目では、2010年6月2日に開催された野球のメジャーリーグベースボール（MLB）公式戦・全14試合のうち、アメリカ合衆国ミシガン州デトロイトのコメリカ・パークで行われたデトロイト・タイガース対クリーブランド・インディアンスの一戦について述べる。
この試合では、タイガースの先発投手アーマンド・ガララーガが9回二死まで1人の走者も出さない投球を続けていたが、27人目の打者を一塁ゴロに打ち取ったはずが塁審ジム・ジョイスの誤審により内野安打とされ、MLB史上21人目の完全試合を逃した。抗議せずに判定を受け入れ、試合後にはジョイスを気遣うなど気品ある態度を示したガララーガと、自らのミスを正直に認めて謝罪したジョイスは、ともに賞賛を集めた。またこの件によって、このときは本塁打に関わる判定でのみ適用されることになっていたビデオ判定について、対象とするプレイを広げるべきではないかといった議論が起こった。
2011年には、ガララーガとジョイスがこの試合についての共著 "Nobody's Perfect: Two Men, One Call, and a Game for Baseball History" （ISBN 978-0802113887）を出版した。これにより両者はビジネスパートナーになったとみなされ、同年からジョイスはガララーガが所属する球団の試合に出場することが不可能になった。

## この試合に至るまで

### 完全試合
MLBにおいて完全試合は、1876年から2009年までの134年間で計18回記録されていた。単純計算すれば、およそ7年半に1試合という割合になる。1980年から2009年までの30年間に限れば計9回達成されており、頻度が高まってはいるが、それでも滅多に起こることではない。ところが2010年になって、5月9日にダラス・ブレイデン（オークランド・アスレチックス）が、同月29日にはロイ・ハラデイ（フィラデルフィア・フィリーズ）が、それぞれ完全試合を達成。1年に2度達成されたのは1880年以来130年ぶりのことであり、もし年内に3度目があれば史上初の出来事となる状況だった。
タイガースは1901年のアメリカンリーグ発足と同時に球団創設し、2010年で110年目に入っていたが、この時点ではノーヒットノーランこそ6回達成しているものの、完全試合はまだ出ていなかった。タイガースの投手では過去、1932年8月5日にトミー・ブリッジスが、1983年4月15日にミルト・ウィルコックスが、それぞれ9回二死まで完全に抑えていながら27人目の打者に安打を浴びて完全試合を逃している。なおフィクションの世界では、1999年の映画『ラブ・オブ・ザ・ゲーム』でケビン・コスナー演じるビリー・チャペルが完全試合を達成した。

### ガララーガ
ガララーガは2007年9月にテキサス・レンジャーズでメジャー初登板を果たしたが、3試合8.2イニングを投げただけでシーズンを終え、翌2008年にタイガースへ移籍。新天地での1年目に30試合178.2イニングで13勝7敗・防御率3.73の好成績を残し、アメリカンリーグの新人王投票で4位に入った。続く2009年は、3月開催の国際大会・第2回ワールド・ベースボール・クラシックでベネズエラ代表入りし、チームの準決勝進出を支えた。しかしその後のMLBレギュラーシーズンでは、29試合143.2イニングで6勝10敗・防御率5.64と前年から大きく成績を落とした。
2010年は、スプリングトレーニングでドントレル・ウィリスやジェレミー・ボンダーマンらと先発ローテーション入りを争うも、3月中旬に傘下マイナーリーグのAAA級トレドへ降格となる。開幕からおよそ1か月半が経った5月中旬にメジャーへ昇格し、16日にシーズン初登板初先発。5.2回1失点で勝利投手となったが、試合後には「一応勝ったけど、最高の気分ってわけでもない。もっといい投球ができるって思ってるからね」とコメントしている。その後、22日の先発登板（4.2回6失点で敗戦投手）と28日のリリーフ（1.2回無失点）を経て、6月2日の試合を迎えた。

## 試合経過
|                                | 1 | 2 | 3 | 4 | 5 | 6 | 7 | 8 | 9 | R | H | E |
| ------------------------------ | - | - | - | - | - | - | - | - | - | - | - | - |
| クリーブランド・インディアンス | 0 | 0 | 0 | 0 | 0 | 0 | 0 | 0 | 0 | 0 | 1 | 1 |
| デトロイト・タイガース         | 0 | 1 | 0 | 0 | 0 | 0 | 0 | 2 | X | 3 | 9 | 0 |

1. 勝利：アーマンド・ガララーガ（2勝1敗）
2. 敗戦：ファウスト・カーモナ（4敗4敗）
3. 本塁打
DET：ミゲル・カブレラ15号ソロ
4. 審判
［球審］マービン・ハドソン（英語版）
［塁審］一塁: ジム・ジョイス、二塁: ジム・ウルフ（英語版）、三塁: デリル・カズンズ（英語版）
5. 試合開始時刻: 東部夏時間（UTC-4）午後7時7分  試合時間: 1時間44分  観客: 17,738人  気温: 73°F（22.8°C）
詳細: MLB.com / ESPN.com / Baseball-Reference.com / FanGraphs

| クリーブランド・インディアンス | クリーブランド・インディアンス | クリーブランド・インディアンス | クリーブランド・インディアンス | クリーブランド・インディアンス                                                                                    | デトロイト・タイガース | デトロイト・タイガース | デトロイト・タイガース | デトロイト・タイガース | デトロイト・タイガース                                                                                                 |
| ------------------------------ | ------------------------------ | ------------------------------ | ------------------------------ | --- | ---------------------- | ---------------------- | ---------------------- | ---------------------- | --- |
| 打順                           | 守備                           | 選手                           | 打席                           | F・カーモナM・レドモンドR・ブラニアンM・グルジラネックJ・ペラルタJ・ドナルドA・カーンズT・クロウ秋信守T・ハフナー | 打順                   | 守備                   | 選手                   | 打席                   | A・ガララーガA・アビラM・カブレラC・ギーエンB・インジR・サンティアゴJ・デイモンA・ジャクソンM・オルドニェスB・ボッシュ |
| 1                              | 中                             | T・クロウ                      | 両                             | F・カーモナM・レドモンドR・ブラニアンM・グルジラネックJ・ペラルタJ・ドナルドA・カーンズT・クロウ秋信守T・ハフナー | 1                      | 中                     | A・ジャクソン          | 右                     | A・ガララーガA・アビラM・カブレラC・ギーエンB・インジR・サンティアゴJ・デイモンA・ジャクソンM・オルドニェスB・ボッシュ |
| 2                              | 右                             | 秋信守                         | 左                             | F・カーモナM・レドモンドR・ブラニアンM・グルジラネックJ・ペラルタJ・ドナルドA・カーンズT・クロウ秋信守T・ハフナー | 2                      | 左                     | J・デイモン            | 左                     | A・ガララーガA・アビラM・カブレラC・ギーエンB・インジR・サンティアゴJ・デイモンA・ジャクソンM・オルドニェスB・ボッシュ |
| 3                              | 左                             | A・カーンズ                    | 右                             | F・カーモナM・レドモンドR・ブラニアンM・グルジラネックJ・ペラルタJ・ドナルドA・カーンズT・クロウ秋信守T・ハフナー | 3                      | 右                     | M・オルドニェス        | 右                     | A・ガララーガA・アビラM・カブレラC・ギーエンB・インジR・サンティアゴJ・デイモンA・ジャクソンM・オルドニェスB・ボッシュ |
| 4                              | DH                             | T・ハフナー                    | 左                             | F・カーモナM・レドモンドR・ブラニアンM・グルジラネックJ・ペラルタJ・ドナルドA・カーンズT・クロウ秋信守T・ハフナー | 4                      | 一                     | M・カブレラ            | 右                     | A・ガララーガA・アビラM・カブレラC・ギーエンB・インジR・サンティアゴJ・デイモンA・ジャクソンM・オルドニェスB・ボッシュ |
| 5                              | 三                             | J・ペラルタ                    | 右                             | F・カーモナM・レドモンドR・ブラニアンM・グルジラネックJ・ペラルタJ・ドナルドA・カーンズT・クロウ秋信守T・ハフナー | 5                      | DH                     | B・ボッシュ            | 左                     | A・ガララーガA・アビラM・カブレラC・ギーエンB・インジR・サンティアゴJ・デイモンA・ジャクソンM・オルドニェスB・ボッシュ |
| 6                              | 一                             | R・ブラニアン                  | 左                             | F・カーモナM・レドモンドR・ブラニアンM・グルジラネックJ・ペラルタJ・ドナルドA・カーンズT・クロウ秋信守T・ハフナー | 6                      | 二                     | C・ギーエン            | 両                     | A・ガララーガA・アビラM・カブレラC・ギーエンB・インジR・サンティアゴJ・デイモンA・ジャクソンM・オルドニェスB・ボッシュ |
| 7                              | 二                             | M・グルジラネック              | 右                             | F・カーモナM・レドモンドR・ブラニアンM・グルジラネックJ・ペラルタJ・ドナルドA・カーンズT・クロウ秋信守T・ハフナー | 7                      | 三                     | B・インジ              | 右                     | A・ガララーガA・アビラM・カブレラC・ギーエンB・インジR・サンティアゴJ・デイモンA・ジャクソンM・オルドニェスB・ボッシュ |
| 8                              | 捕                             | M・レドモンド                  | 右                             | F・カーモナM・レドモンドR・ブラニアンM・グルジラネックJ・ペラルタJ・ドナルドA・カーンズT・クロウ秋信守T・ハフナー | 8                      | 捕                     | A・アビラ              | 左                     | A・ガララーガA・アビラM・カブレラC・ギーエンB・インジR・サンティアゴJ・デイモンA・ジャクソンM・オルドニェスB・ボッシュ |
| 9                              | 遊                             | J・ドナルド                    | 右                             | F・カーモナM・レドモンドR・ブラニアンM・グルジラネックJ・ペラルタJ・ドナルドA・カーンズT・クロウ秋信守T・ハフナー | 9                      | 遊                     | R・サンティアゴ        | 両                     | A・ガララーガA・アビラM・カブレラC・ギーエンB・インジR・サンティアゴJ・デイモンA・ジャクソンM・オルドニェスB・ボッシュ |
| 先発投手                       | 先発投手                       | 先発投手                       | 投球                           | F・カーモナM・レドモンドR・ブラニアンM・グルジラネックJ・ペラルタJ・ドナルドA・カーンズT・クロウ秋信守T・ハフナー | 先発投手               | 先発投手               | 先発投手               | 投球                   | A・ガララーガA・アビラM・カブレラC・ギーエンB・インジR・サンティアゴJ・デイモンA・ジャクソンM・オルドニェスB・ボッシュ |
| F・カーモナ                    | F・カーモナ                    | F・カーモナ                    | 右                             | F・カーモナM・レドモンドR・ブラニアンM・グルジラネックJ・ペラルタJ・ドナルドA・カーンズT・クロウ秋信守T・ハフナー | A・ガララーガ          | A・ガララーガ          | A・ガララーガ          | 右                     | A・ガララーガA・アビラM・カブレラC・ギーエンB・インジR・サンティアゴJ・デイモンA・ジャクソンM・オルドニェスB・ボッシュ |

| ガララーガの投球 全打席結果 | ガララーガの投球 全打席結果 | ガララーガの投球 全打席結果 |
| --------------------------- | --------------------------- | --------------------------- |
| 一 回 表                    | T・クロウ                   | 中飛                        |
| 一 回 表                    | 秋信守                      | 一ゴロ                      |
| 一 回 表                    | A・カーンズ                 | 一直                        |
| 二 回 表                    | T・ハフナー                 | 遊ゴロ                      |
| 二 回 表                    | J・ペラルタ                 | 二直                        |
| 二 回 表                    | R・ブラニアン               | 二ゴロ                      |
| 三 回 表                    | M・グルジラネック           | 中飛                        |
| 三 回 表                    | M・レドモンド               | 遊ゴロ                      |
| 三 回 表                    | J・ドナルド                 | 遊ゴロ                      |
| 四 回 表                    | T・クロウ                   | 一ゴロ                      |
| 四 回 表                    | 秋信守                      | 中飛                        |
| 四 回 表                    | A・カーンズ                 | 見逃し三振                  |
| 五 回 表                    | T・ハフナー                 | 左邪飛                      |
| 五 回 表                    | J・ペラルタ                 | 投ゴロ                      |
| 五 回 表                    | R・ブラニアン               | 投ゴロ                      |
| 六 回 表                    | M・グルジラネック           | 空振り三振                  |
| 六 回 表                    | M・レドモンド               | 中飛                        |
| 六 回 表                    | J・ドナルド                 | 右直                        |
| 七 回 表                    | T・クロウ                   | 二ゴロ                      |
| 七 回 表                    | 秋信守                      | 中直                        |
| 七 回 表                    | A・カーンズ                 | 遊ゴロ                      |
| 八 回 表                    | T・ハフナー                 | 遊ゴロ                      |
| 八 回 表                    | J・ペラルタ                 | 空振り三振                  |
| 八 回 表                    | R・ブラニアン               | 二ゴロ                      |
| 九 回 表                    | M・グルジラネック           | 中飛                        |
| 九 回 表                    | M・レドモンド               | 遊ゴロ                      |
| 九 回 表                    | J・ドナルド                 | 一安                        |
| 九 回 表                    | T・クロウ                   | 三ゴロ                      |
| MLB.com Gamedayより         |                             |                             |

6月1日から、タイガースは本拠地コメリカ・パークにインディアンスを迎えての3連戦。第1戦はインディアンスが3－2で勝利し、2日の第2戦を迎えた。両チームともアメリカンリーグ中地区に属し、この時点でタイガースは26勝25敗で2位、インディアンスは19勝31敗で最下位だった。この日の先発投手は、タイガースがガララーガ、インディアンスはファウスト・カーモナ（登録名は当時）。
1回表のマウンドに立ったガララーガは、初球から90mph台前半（148.9km/h前後）のシンカー一辺倒の攻め。先頭のトレバー・クロウは5球目を打ち上げて中飛、2番・秋信守は3球目を引っ張って一塁ゴロ、3番オースティン・カーンズは初球を一塁へのライナーと、三者凡退で初回を終えた。2回表も同様の投球で相手を凡打に仕留め、出塁を許さない。その裏、タイガースは4番ミゲル・カブレラがカーモナからソロ本塁打を放ち、1点を先制する。しかし後続がカーモナに打ち取られて追加点は奪えず、ここから試合はガララーガとカーモナの投手戦の様相を呈する。3回、ガララーガはインディアンスの下位打線を三者凡退に。これで打順が一巡し、まだ1人の走者も出していない。反対にカーモナは二死からオースティン・ジャクソンに右前打を浴び、盗塁で得点圏に進まれるものの、ジョニー・デイモンをフルカウントから二塁ゴロに打ち取ってピンチを脱した。
打順が二周り目に入った4回表から、ガララーガはスライダーを交えるようになる。3番カーンズはこのスライダーに手が出ず、この試合初の三振となった。5回表、ガララーガは先頭の4番トラビス・ハフナーに対しこの日初めてカウントを3ボールとするが、最後は93mph（約149.7km/h）のシンカーを打たせて左邪飛とし与四球を免れる。さらに二死から、6番ラッセル・ブラニアンの打球がガララーガのかかとに当たって方向が変わるも、あらかじめ遊撃寄りに守っていた三塁手ブランドン・インジがカバーしたため、安打にはならず3アウトになった。初走者の危機を2度も迎えたこの回とは対照的に、続く6回表は8球で、7回表は6球で、それぞれ終了。この2イニングで対戦した6打者中5人が3球目までに手を出して凡退と、インディアンス打線の早打ちが目立つ。7回裏、ここまでカーモナ攻略に手こずっていたタイガース打線が、先頭の4番カブレラの中前打を足がかりに一死一・三塁の好機を作る。しかし7番インジが三塁ゴロ併殺に倒れ、2点目を奪うことはできなかった。
4番ハフナーから始まった8回表もガララーガは内野ゴロ2つと空振り三振で三者凡退とし、これで完全試合まであと1イニングとなる。この頃になるとガララーガ自身もチームメイトも完全試合を意識するようになり、ダグアウトでは誰もガララーガに声をかけようとしなかった。その裏、タイガースは二死からジャクソンとデイモンの連打で一・二塁とすると、ここまで無安打だった3番マグリオ・オルドニェスがカーモナのシンカーをとらえ右前打を放つ。これに右翼手・秋の送球エラーも重なり、2点を追加。ガララーガを援護して最終回に入った。
観客の拍手のなかマウンドへ向かったガララーガは、先頭の7番マーク・グルジラネックに対し「初球から振ってくることはないだろう」と考え、不用意に真中付近へシンカーを投げ込む。グルジラネックはこれを見逃さずに強振し左中間へ大きな打球を飛ばすが、中堅手ジャクソンが背走しながら肩越しに捕球するファインプレイで1アウトとなり、場内が大きく沸いた。続く8番マイク・レドモンドは1ボール2ストライクからの4球目、外角低目86mph（約138.4km/h）のスライダーで遊撃ゴロに。こうしてMLB史上21人目の完全試合まであと1人となり、27人目の打者ジェイソン・ドナルドが打席に立った。
ガララーガは外角へスライダーを2球投じ、カウントを1ボール1ストライクとする。続けて3球目も外角低目への86mphのスライダーで、これをドナルドが右方向へ打ち返した。一・二塁間への打球を一塁手カブレラが捕球し、ベースカバーに入ったガララーガへ送球。ガララーガがそれを受け、ドナルドより早く右足で一塁を踏む。これを見届けたカブレラは完全試合達成を確信し、右手を振り下ろしながら雄叫びをあげた。しかし塁審のジョイスが下した判定はセーフだった。ジョイスは「直感的に、ただ直感的にドナルドはセーフだと思った」という。この判定にガララーガは苦笑いの表情を浮かべ、カブレラは両手で頭を抱えた。監督のジム・リーランドがベンチから出てきて抗議するが、判定は変わらず。記録は内野安打となり、完全試合だけでなくノーヒットノーランも消えた。
試合が再開され、28人目の打者として1番クロウがこの日の第4打席に。この間もカブレラはジョイスと判定について口論している。一塁走者ドナルドは投球間に二塁を経て三塁に達する（守備側の無関心として盗塁は記録されず）ものの、最後はクロウが三塁ゴロとなり試合終了。ガララーガはメジャー初完投・初完封勝利を挙げ、この日バッテリーを組んだアレックス・アビラと肩を抱き合った。その一方で、ベンチから出てきたリーランドらは改めてジョイスのもとへ行って抗議し、観客もジョイスにブーイングを浴びせた。

## 試合後

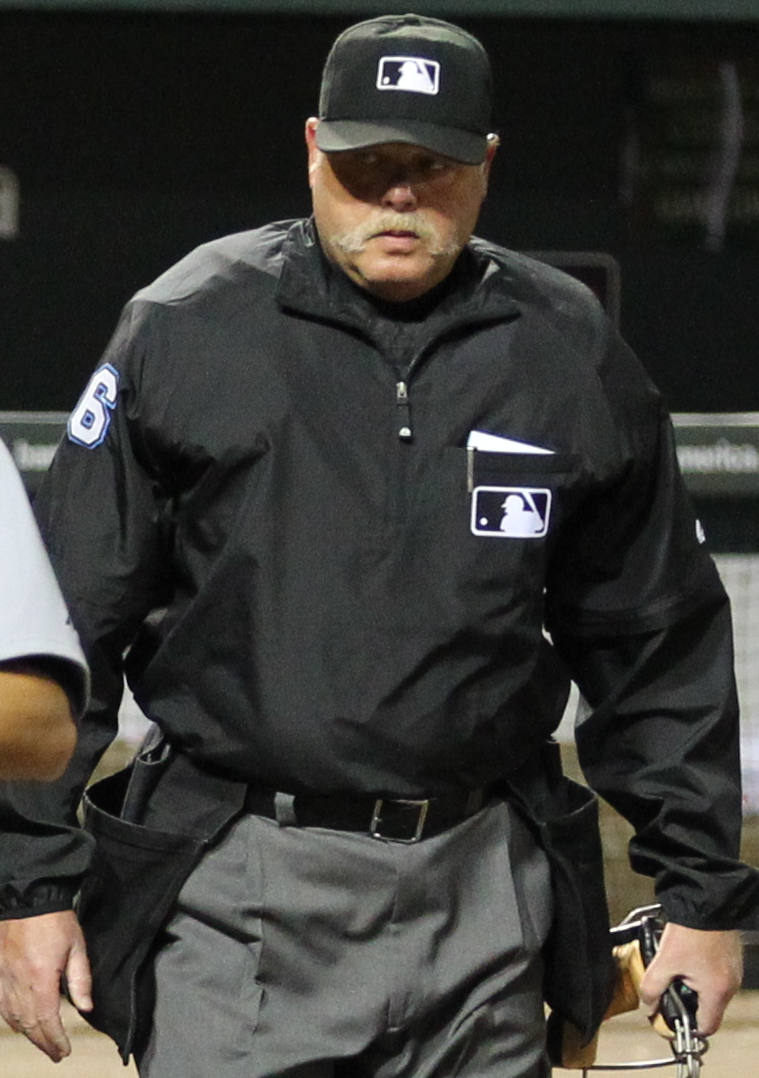
ジム・ジョイス（写真は2011年4月6日撮影）

試合終了後のタイガースのクラブハウスでは、チームメイトがガララーガの好投を称えるべく彼をビールかけで出迎え、選手たちの表情には笑顔も見られたが、テレビの画面がドナルドの内野ゴロのリプレイになると一転して不満の声が漏れた。一方、グラウンドから引き揚げロッカールームへ戻ったジョイスは、他の審判に判定の是非を訊ねるが「ドナルドはアウトだったと思うよ、ジミー」と返され、さらにリプレイ映像でそれを確認すると、怒り狂って叫び声をあげた。そしてそれが落ち着くと、報道陣をロッカールームへ招き入れて取材に応じ「あの若者の完全試合を自分が潰してしまった。ドナルドが送球より早く一塁に達したと思った。判定には自信があったんだ、リプレイを観るまでは」と、自らの誤審を認めた。
報道陣が去った後のロッカールームを、タイガースGMのデーブ・ドンブロウスキーとリーランドが訪ねた。ガララーガに会いたい旨をジョイスがドンブロウスキーに伝えると、ドンブロウスキーはガララーガを連れてきた。ガララーガとジョイスが抱擁を交わすと、ジョイスは泣きながら英語とスペイン語で謝罪し、その場を後にした。ガララーガは「たぶん僕よりも彼のほうが辛い思いをしているだろう」と気遣い、さらに「完璧な人間なんていやしないさ」とジョイスをかばうコメントを出した。また「僕は完全試合を成し遂げたものだと思っている。息子にもこの試合の映像を見せてあげるつもりだ。レコードブックには載らないだろうけど、息子には『お父さんは完全試合をやったんだよ』と教えようと思う」とも話している。
ジョイスの出身地オハイオ州トレドでは、同姓同名の別人の自宅に中傷や嫌がらせの電話が40件以上かけられるなど、試合は波紋を呼んでいた。翌3日の3連戦第3戦で球審を務めることになっていたジョイスは、朝5時に就寝するもほとんど眠ることができず30分ほどで目を覚まし、コメリカ・パークへ向かう。リーランドによれば、MLB機構がジョイスに対し「この試合は休養してもいい」と告げたが、ジョイスは出場を決めたという。試合前のメンバー交換の時間になると、通常は監督やコーチが行うこの段取りに、リーランドはガララーガを行かせた。メンバー表を持ったガララーガがフィールドに出てきてジョイスと握手すると、ジョイスは涙をこらえて目頭を押さえた。メンバー交換が終わる際にはお互いが軽く肩を叩いた。ガララーガがダグアウトに戻るころには、ジョイスにブーイングする観客もいた球場の空気が一変し、暖かい拍手に包まれた。地元デトロイトに本社を置くゼネラルモーターズからは、ガララーガの好投とスポーツマンシップを称え、彼にシボレー・コルベットが贈呈された。

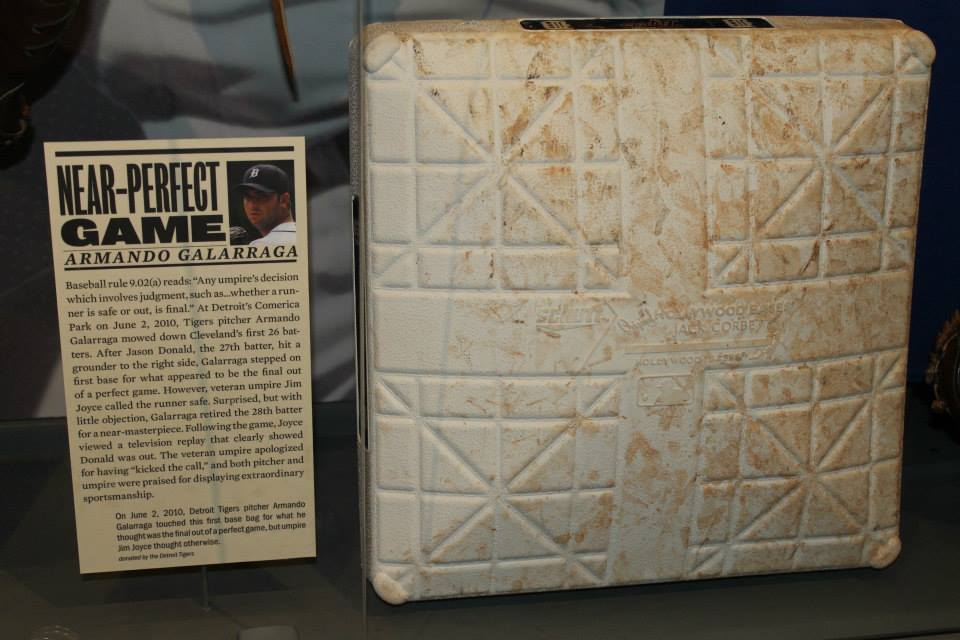
野球殿堂で展示されている、試合で使用された一塁ベース

この件について、ホワイトハウス報道官ロバート・ギブズは記者会見で「完全試合を認定するよう大統領令を出すべく作業を始めるよ」とジョークで笑わせつつ「ジョイスの責任の取り方とガララーガの行動には、スポーツマンシップの見本があった」「誰かがミスを認めて謝罪し、もうひとりがそれを受け入れる。球界にとってはいい教訓になったと思うし、ワシントンD.C.（政界）にとってもそうなりうる」と述べた。母国ベネズエラの大統領ウゴ・チャベスは「アーマンドが完全試合を成し遂げたことはみんなわかっている。我々はベネズエラから彼に敬意を表する」と語り、ジョイスが謝罪したことに関しても「彼は高潔だった」と賞賛した。2日の試合で使用された一塁ベースとボール、ガララーガのスパイクは、歴史的瞬間の一部としてニューヨーク州クーパーズタウンの野球殿堂に寄贈された。
ジョイスが誤審した直後、インターネット上には "Fire Jim Joyce" （ジム・ジョイスをクビにしろ）というタイトルのブログが登場したが、このブログは翌日になって「ガララーガとジョイスの談話を聞いていて思ったことがひとつある。彼らは2人とも私より人間性の優れた人物だということだ」と投稿している。
この試合後、ガララーガとジョイスが球場外で共に活動する機会が設けられた。7月14日には、ESPNが主催するESPY賞の表彰式で2人がプレゼンターとして共演した。2011年5月には共著 "Nobody's Perfect: Two Men, One Call, and a Game for Baseball History" （ガララーガのコメント「完璧な人間なんていやしないさ」を題名にしている）が出版された。お互いの生い立ちや挫折した経験などを語りながら、あの日の試合のことを交互に振り返る内容になっている。

## 議論
MLBでは2008年8月28日から、本塁打に関わる判定にのみビデオ判定を導入していた。そのため今回のようなセーフかアウトかというプレイは、ビデオ判定の対象とはならない。対象外のプレイで誤審が起こって完全試合が消えたことで、ビデオ判定の適用範囲を広げるべきではないかという意見が相次いだ。『USAトゥデイ』とギャラップが3日に行った世論調査では、野球ファン470人のうちの78％が「ビデオ判定を拡大するべきだ」と回答した。また現役の審判員でも、当時28年目のベテラン審判であるティム・マクレランドのように、ビデオ判定のさらなる導入に賛成する者も出ている。ただそれとは対照的に、ESPNが現役選手100人にアンケートをとったところ、「走者のセーフ/アウトの判定にビデオ判定を導入すべきか」という質問では賛成22％に対して反対77％、「打球のフェア/ファウルの判定にビデオ判定を導入すべきか」という質問では賛成36％に対して反対62％、といずれもビデオ判定の拡大に否定的な回答が過半数を占めた。MLB機構コミッショナーのバド・セリグは3日に「審判のシステムとビデオ判定の拡大、およびそれに関するあらゆることを検討していく」と声明を発表した。その結果、2014年シーズンから、今回のような一塁でのセーフ/アウトの判定にもビデオ判定が適用されるようになった。
そのほか、ジョイス自身が誤審を認めたのだから記録を訂正し完全試合を認定すべきという意見もあった。『USAトゥデイ』とギャラップによる世論調査では、ファンの64％がこの案を支持した。ミシガン州選出の連邦議会上院議員や同下院議員ジョン・ディンゲル（ともに民主党）も、記録訂正をセリグに申し入れる意思を明らかにした。しかしこれに対しては、セリグは3日の声明で記録訂正の考えはないと表明している。安打という記録を失策に変更すれば、完全試合でなくてもノーヒットノーランは認められるが、試合の公式記録員を担当したチャック・クロンキーは、カブレラやガララーガの守備は普通の守備行為なので「記録は安打とするしかない」と話し、記録訂正を否定した。ESPNの選手アンケートでは、記録の変更に反対する意見が86％と、賛成の13％を大きく上回っている。